# Оцвирк, Эрнст
Эрнст О́цвирк (нем. Ernst Ocwirk; 7 марта 1926, Вена — 23 января 1980, Клайн-Пёхларн) — австрийский футболист. Один из лучших игроков в истории европейского футбола, по опросу МФФИИС занимает 31 место среди лучших футболистов XX века.

## Карьера
Оцвирк начал карьеру в клубе «Флоридсдорф», где он играл центрального нападающего, там он был найден Йозефом Смистиком, который начал добиваться перехода игрока в клуб «Рапид», но Оцвирк перешёл в стан главного конкурента «Рапида», «Аустрию», с которой он выиграл 5 чемпионатов Австрии и три кубка страны. В 1956 году он перешёл в итальянский клуб «Сампдория», за который Оцвирк выступал 5 лет, добившись 4-го места в 1961 году, наивысшего в конце 1950-х середине 1960-х, более того, Оцвирк стал капитаном «Сампдории». Затем Оцвирк вернулся в «Аустрию» и выиграл с клубом чемпионат и Кубок Австрии в 1962 году, после чего завершил карьеру.
В сборной Австрии Оцвирк провёл 62 матча и забил 6 мячей, он играл за национальную команду на Олимпиаде в Лондоне, в 1954 году Оцвирк помог сборной Австрии добиться наивысшего для себя достижения — занять 3-е место на чемпионате мира в 1954 году, проведя на турнире все 5 матчей и забив 2 гола. Играл Оцвирк за сборную мира и даже дважды был капитаном команды.
После окончания карьеры игрока, Оцвирк принялся за тренерскую работу, возглавив «Сампдорию», затем «Аустрию», «Кёльн», с которым вышел в финал Кубка Германии, и клуб «Адмира Ваккер».
В январе 1980 года Оцвирк умер от рассеянного склероза. В июне 1981 года в честь футболиста был сыгран товарищеский турнир.

## Достижения

### Как игрок

#### Командные
- Чемпион Австрии: 1949, 1950, 1953, 1962, 1963
- Обладатель Кубка Австрии: 1948, 1949, 1962

#### Личные
- Спортсмен года в Австрии: 1951

### Как тренер
- Чемпион Австрии: 1969, 1970
- Обладатель Кубка Австрии: 1967